# رغبة (ثادق)
بلدة رغبة تقع في المملكة العربية السعودية شمال غرب مدينة الرياض بحوالي 130 كيلو متر.

## ضَبْطُ كلمةِ رغبة، وأصل الاسم
اختَلَفَ الباحثون والمؤرِّخون في ضبطِ اسمِ البلدةِ «رغبة»:
فذهَبَ فريقٌ منهم: إلى تحريكِ جميعِ حروفِ الاسْمِ «رَغَبَة»؛ ومنهم المؤرِّخُ والأديبُ عبد الله بن محمَّد بن خَمِيس الذي ضَبَطَهَا بفتحِ الراءِ والغَيْنِ والباءِ فهاء، وقال: «مِنَ الرَّغَبِ (بالفتح)، ضِدُّ الرَّهَبِ؛ ومنه قوله تعالى: {وَيَدْعُونَنَا رَغَبًا وَرَهَبًا}(الأنبياء:90)، أو مِنَ الرَّغَابِ، وهي الأرضُ اللَّيِّنَةُ لا يَجْرِي ماؤها»؛ قال ابن منظورٍ في «لسان العرب»: «الرَّغَاب بالفتح: الأرضُ اللَّيِّنَةُ، وأَرْضٌ رَغَابٌ ورُغُبٌ: تأخُذُ الماءَ الكثيرَ، ولا تَسِيلُ إِلا مِنْ مَطَرٍ كثير».
قلتُ: وهذا هو المعمولُ به عند أَهْلِ البلدة.
وذَهَبَ آخرون: إلى تَسْكِينِ الغَيْنِ وتحريكِ بقيَّةِ الحُرُوفِ «رَغْبَة»؛ ومنهم المؤرِّخ حَمَد الجاسر؛ وعليه فالاسْمُ هنا مُشْتَقٌّ مِنَ الرَّغْبَةِ في الشيءِ؛ قال ابنُ منظورٍ في «اللسان»: «رَغِبَ في الشيءِ رَغَبًا ورَغْبَةً ورَغْبَى». وقد تَرْجِعُ تسميتُهَا إلى سَعَةِ أَرَاضِيهَا وتَرَامِي أطرافِهَا؛ قال ابنُ منظورٍ في «اللسان»: «وقد رَغُبَ رُغْبًا ورُغُبًا، وكُلُّ ما اتسَعَ فقد رَغُبَ رُغُبًا».
قلتُ: فقد قَرَّر الصَّرْفِيُّونَ أنَّ كُلَّ ما كان مِنَ الأسماءِ على وزنِ «فَعْلٍ» أو «فَعْلَةٍ»، وعينُهُ حرفُ حَلْق - : فإنَّه يَجُوزُ فيه فتحُ العَيْنِ، فيقالُ: البَحْر والبَحَر، والنَّهْر والنَّهَر، والشَّعْرَة والشَّعَرَة، وكذلك هنا: رَغْبَة ورَغَبَة، وهاتان - عند البَصْريين - لغتان، وأمَّا الكوفيُّون: فجَعَلُوا مفتوحَ العَيْنِ فَرْعًا لساكنِهَا، ورَأَوْا ذلك قياسًا مُطَّرِدًا؛ ونحن نرى أن الاختلافَ في ضبط الاسم قد يرجع أيضًا إلى سبب صوتيٍّ لفظيٍّ، فضلاً عما ذُكِر من سببٍ معنويٍّ؛ فقد قرر الصرفيون...؛ وتأسيسًا عليه فإن تسميتَها - لفظًا - «رَغْبة» أو «رَغَبة» ينطبقُ عليه شتّى المعاني المذكورة آنفًا، من كون أهلِها يَرْغَبون فيها، ومن طبيعة تُربتها الليِّنةِ، وكذلك سَعَة أرضِها وتَرَامي أطرافِها، والله أعلم.
ونظرًا لمكانةِ البلدةِ التاريخيَّةِ: فقد وَرَدَ ذِكْرُهَا في «معجمِ البُلْدان» لياقوت الحَمَوِيّ؛ فقد أورَدَ فيه: أنها اسمُ بِئْرٍ ورَدَ في قصيدةٍ لِكُثَيِّرٍ؛ حيثُ قال:
```
أَبَتْ إِبِـلِي مَاءَ الرَّدَاةِ وَشَفَّهَـا بَنُو العَمِّ يَحْمُونَ النَّضِيجَ الْمُبَرَّدَا
إِذَا وَرَدَتْ رَغْبَاءَ فِي يَوْمِ وِرْدِهَا قَــــــلُوصِي دَعَا أَعْطَاشَهُ وتَبَلَّدَا
فإِنِّي لَأَسْتَحْيِـيكُمُ أَنْ أَذُمَّكُــــمْ وأُكْـرِمُ نَفْسِي أَنْ تُسِيئُوا وأُحْمَـدَا
[
8
]
```

قال ابن بُلَيْهِدٍ في كتابِهِ «صحيح الأخبار» معلِّقًا على روايةِ الحَمَوِيِّ المذكورة آنفًا: «إنها بالراء «رَغْبَة»، ونَعْرِفُهَا إلى هذا العَهْدِ بهذا الاسمِ، وهي ممدوحةٌ بإنتاج (البُرِّ)... وهي باقيةٌ بهذا الاسمِ إلى هذا العَهْدِ مِنْ قُرَى الْمِحْمَلِ «رَغْبَة» بين بَلْدَتَيْ ثادق والبَرَّة».
قلتُ: إنَّ البلدةَ لم يَتِمَّ إنشاؤُهَا إلا في عام 1079هـ - كما سيَمُرُّ معنا - إلا أنَّ ذلك لا يُعَارِضُ ذكرَهَا في المصادر المتقدِّمةِ على هذا التاريخ؛ فلربَّما كان المكانُ الذي بُنِيَتْ فيه بلدةُ «رَغْبَة» معروفًا بهذا الاسم مُنْذُ القِدَم.

## أهم الأحداث التاريخية التي مرت على «رغبة»

### أولاً: بناء البلدة
- بناء البلدة: قال إبراهيم بن عيسى - عندما ذكر أحداث سنة 1079هـ -: «أرخصَ اللهُ الأسعار، وكثرت الأمطار، وأخصبت الأرض، وسمى أهل نجد هذه السنة: (دلهام رجعان صلهام)... وفي هذه السنة بنى أهل «رَغْبَةَ» بلادهم الأولى». كما يذكر ابن ربيعة أنها بنيت عام 1080هـ؛ إذ قال: «وفيها بنى أهل رغبة حوطتهم الأولى».[10]
- قال ابن ربيعة في أحداث سنة 1094هـ: «سالت نخل البير ورغبة، وهي سنة البياض».
- قال الفاخري في أحداث سنة 1107هـ: «وفيها ظهر أهل رغبة في جوهم الظاهري». والجَوُّ معروف اليوم، وفيه نبعة وعقدة الجريسي المشهورة.
- قال ابن بشر في أحداث سنة 1122هـ: «أنزل اللهُ بردا أذهب زروع ملهم، وهبت ريح شديدة تكسر منها نخيل كثيرة في البلدان، وهدمت قصر رغبة».
- قال ابن عيسى في أحداث سنة 1124هـ: «وقع وباء في ثَرْمَدَاء، وفي القصب ورغبة والبير والعودة، مات فيه خلق كثير».

وقال أيضا في أحداث سنة 1163هـ: «اشتد القحط والغلاء... وفيها توفي الشيخ أحمد بن يحيى قاضي بلدة رغبة». وبعد وفاته مباشرة قبلت رغبة الدخول في دعوة الشيخ محمد بن عبد الوهاب، وكان ذلك عام 1164هـ. وبذلك تكون رغبة أول بلاد المحملِ استجابة لدعوة الشيخ محمد بن عبد الوهاب.
- قال ابن غنام في أحداث سنة 1165هـ: «اجتمع أهل سُدَيْر والوشم، وجردوا معهم آل ظفير، واتجهوا إلى رغبة، وكان أهلها قد اهتدوا إلى التوحيد، فحصرتهم تلك الجموع في البلد أياما، فجنح بعض أهلها إلى الضلال، فأدخلوا تلك الأجناد، فنهبوا جميع الأموال، ولكن اللهَ حقن دماء المسلمين».
- قال الريحاني في أحداث عامِ 1320هـ: غزا الملك عبد العزيز عرب مُطَيْر في الصَّمَّان، وعُتَيْبَة في عرق رغبة بين الوشم وجبل طُوَيْق.

### ثانياً: الدَّعْوَة السَّلَفِيَّة في رَغْبَة
يعد إعلان محمد بن سعود تأييده لدعوة محمد بن عبد الوهاب عام 1157هـ منحنى تاريخيا في عموم منطقة نجد والجزيرة العربية.
وبإعلان محمد بن سعود تأييده للدعوة ونصرته لها، أخذت بلدان نجد تنضوي واحدة تلو الأخرى تحت رايتها.
وكانت رغبة أولى بلدان المحمل استجابة للدعوة وتأييدا لها؛ وذلك عام 1164هـ، أي: بعد ستة أعوام من إعلان انطلاق الدعوة.
وكانت الدعوة آنذاك تجعل مؤيديها يصطدمون بالتيار السائد في نجد وبقية الجزيرة العربية؛ حيث انتشرت البدع والخرافات؛ لذا فقد كان أعداء الدعوة المناهضون لها كثيرون، وكان حتما في هذه الحال أن تتعرض رغبة لكثير من الابتلاءات بسبب استجابة أهلها للدعوة.
كان أمير «رغبة» علي الجريسي ينتمي إلى أسرة آل الجريسي بالزُّلْفِي، «وهم من الأسر العريقة ذات الآثار والأخبار»؛ فقدم من الزلفي واستوطن رغبة؛ فكان فيها معلما وأميرًا، وكان مواليًا لمحمد بن سعود، ويعد من رجاله المخلصين.
وقد أَدى أهل رغبة وأميرهم دورا بارزا، حين بنى الأمير علي الجريسي قلعته المشهورة باسم «العُقدَةِ» قبيل عام 1171هـ التي اتخذ منها مقرا لإمارته على بلدة رغبة، والتي اكتسبت تأييد محمد بن سعود، فكانت حصنا من حصون الدعوة، وقلعة من قلاعها، وكانت محورا مهما في الأحداث التي مرت على رغبة فيما بعد، نفهم ذلك من تَتَبعنَا تفصيلات أحداث عام 1171هـ؛ فحين عزل محمد بن سعود «مبارك بن عَدْوَانَ» عن إمارة حريملاء، وعين بدلا منه حمد بن ناصر بن عدوان، سعى مبارك للاستيلاء على البلدة عنوة، وناصره في تمرده بعض أعداء الدعوة المناوئين لها، وعلى رأسهم قاضي البلدة مربد بن أحمد بن عمر التميمي، الذي كان من ألد أعداء الدعوة»، وحين باءت محاولتهم بالإخفاق، هرب مبارك من البلدة، وهرب معه مربد وآخرون، وكان مسير مربد إلى رغبة، فأمسكه أميرها علي الجريسي وقتله»، وما ذلك إلا لأن مربدا تمادى كثيرا في تشويه الدعوة وتشويه سمعة القائمين عليها؛ فكان قتله انتصارا للدعوة وأهلها.
إن منطقة نجد نعمت بعد ذلك بالأمن بعد انضواء بقية بلدانها تحت راية الدعوة، ثم ساد النظام، وتراحم الناس، وفشت المحبة بينهم في ظل الأخوة الإسلامية، وقد استمرت إمارة علي الجريسي - كما ذكر كبار السن - نحوا من اثنتين وأربعين سنة، حتى قدمت الجيوش التركية بقيادة إبراهيم باشا؛ فكانت الملاحم العظيمة التي انتهت بسقوط الدرعية، وانحسار الدولة السعودية الأولى، وكان ذلك سنة 1233هـ.
ولم يغادر إبراهيم باشا نجدا إلا بعد أن «أمر بهدم أسوار بلدان نجد، فهدمت، وكثر القيل والقال، والسعايات عنده من أهل نجد في بعضهم بعضا».
ولم تكنْ «رَغْبَةُ» بمنأى عن هذه الأحداث؛ ففي عام 1236هـ عادت القوات التركية ثانية إلى نجد بقيادة حسين بك الذي أثار الرعب في نجد، وهدم ما بقي من قلاعها وحصونها، «وفرق عساكره في النواحي والبلدان؛ فجعل في القصيمِ عسكرا ... وفي بلدان المحمل (ومنها رغبة)، فنزلت العساكر البلدان، واستقروا في قصورها وثغورها، وضربوا على أهلها ألوفا من الريالات... وصارت محن عظيمة، وقطعوا أكثر نخل رغبة»،
ويُذْكَرُ أن خالد بن علي الجريسي الذي تولى إمارة «رَغْبَةَ» بعد والده اشتهر بالبسالة والشجاعة؛ ومما قيل في ذلك:
```
وَلَدْ عَلِيْ حَامِي حْمَاكْ  في عُقْدَتَهْ بِالْجَنُوبِيَّهْ
عَدِيمِ يا خَالِدِ الفَتَّاكْ تِـفْـتِـكْ بِمَنْ جَاكَ بِرْهِيَّهْ
بِالجُهْدِ تِصْبِرْ عَلَى مَا جَاكْ اللهْ يِسَمِّحْ لَكِ النِّيَّهْ
```

وباسترداد عبد العزيز للرياض عام 1319هـ وتجديده للدور السعودي المناصر للدعوة في المنطقة العربية والعالم الإسلامي، سارعت رغبة لتحتل موقعًا في تاريخ عبد العزيز؛ إذ كان عبد اللهِ بن خُنَيْزَان -وهو مِنْ أهالي بلدة «رَغْبَة» - أحد الرجال الثلاثة والستين الذين اقتحموا حصن المِصْمَك مع الملك عبد العزيز.
وتولى القضاء بعض أهل «رَغْبَةَ» منذ بداية مسيرة الدعوة، ومنهم:
إبراهيم بن عبد الله الْمُزَيْعِل، وإبراهيم بن ناصر بن خُنَيْزَان، وعبد الله بن مُسَاعِد بن قُطَيَّان.

### ثالثاً: أَوائل من رغبة
- أَول منطقة سكَن فيها أهل رغبة تسمى النُّقَيَّات[12]
- أَول أمير من أهل رغبة ذكر في كتب التاريخ هو: عليُّ الجريسي، ذُكِر في أحداث سنة 1171 هـ عند ابن بشر وابن غنام.[1]
- أَول برج شاهق بني في البلدة هو برج المريقب الواقع في البلاد السفلى.
- أَول بناء بني بالخرسانة هو مبنى خزان الماء القديم، وقد شيِد في نَحو عام1374هـ.
- أَول مدرسة ابتدائية حكومية للبنين أنشئت عام 1374هـ.
- أَول مدرسة متوسِّطة حكومية للبنين أنشئت عام 1395هـ.
- أَول مدرسةٍ ثانويَّةٍ حكومية للبنين أنشئت عام 1419هـ.
- أَول مدرسة ابتدائية حكومية للبنات أنشئت عام 1391هـ.
- أَول مدرسة متوسطة حكومية للبنات أنشئت عام 1403هـ.
- أَول مدرسة ثانوية حكومية للبنات أنشئت عام 1415هـ.
- أَول من اشترى سيارة من أهل البلدة هو محمد بن مطيلب الجريسي.
- أَول طريق معبَّد مر بالبلدة هو الطريق القادم من جهة الجنوب، والمتصل بطريق الحجاز القديم.
- أَول شبكَة كَهرباء عمت البلدةَ هي الشبكة التي وضعها عبد الرحمن بن علي الجريسي، وكان ذلك في عام 1391هـ.
- أَول بيت بني بالحجر المحلي بناه سعد بن فَهْد الجبر.
- أَول جامع بني بالخَرَسَانة الْمسلحة هو جامع الحزم.

### رابعًا: أبرز المباني التاريخية في رغبة
يوجد ببلدة رغبة عدد من الآثار التي تبرز أمام الزائر، ومن أهمها حسب التسلسل التاريخي:

#### 1 - عقدة الجريسي
قلعة حصينة تقع في منطقة الجو حيث بنيت في منطقة فضاء بعيدة عن التجمع العمراني للبلدة حينذاك؛ مما يدل دلالة واضحة على منعتها وقوة تحصينها، وتنسب لبانيها علي الجريسي أمير رغبة، وهي رباعية الشكل يحيط بها سور منيع يبلغ طوله من الشمال: 48.82م، ومن الجنوب: 58.74م، ومن الشرق: 62.24م، ومن الغرب: 67.91م، وإجمالي مساحتها: 5115.95م 2، وللسور قاعدة عرضها ثلاثة أمتار، ويضيق عرض السور تدريجيا نحو الأعلى، وهو مؤلف من ثلاثة جدران متوازية، غير متلاصقة، تم حشو الفراغ الذي بينها بالرمل، وهي مبنية من عروق الطين التي تستخدم في بناء الأسوار؛ إذ كانوا يتبعون أسلوبا خاصا في البناء بعروق الطين، مما يزيد في منعة السور، ويجعله متينا صعب الاختراق.
ولسور العقدة أربعة أبراج؛ ففي كل ركن من أركانها برج مقوس الشكل يبلغ طوله ما يقرب من 16.5م، وفي كل برج عدد من الفتحات التي يتم من خلالها مراقبة العدو ورصد تحركاته. وللعقدة باب في الجهة الغربية من السور، عرضه 3.85م، وقد بني داخل العقدة عدد من المباني، يتوسطها بئر مضلعة رباعية مطوية بالحجارة تمد من في العقدة بالماء الذي يمكنهم من الصمود، وبخاصة عند حصار العدو لهم.
وزيادة في التحصين بنى علي الجريسي في منطقة الجو المحيطة بالعقدة عددا من الأبراج الأخرى، وربط بينها بأسوار مشكلا بذلك خطوط دفاع أمامية للعقدة والمزارع المحيطة بها. وقد تعرضت العقدة للهدم على يد الأتراك، وبإمعان في النظر فيما تبقى من أطلال أسوارها وأبراجها ندرك أنها بنيت لتؤدي دورا بارزا سجله لها التاريخ.

#### 2 - برج المرقب

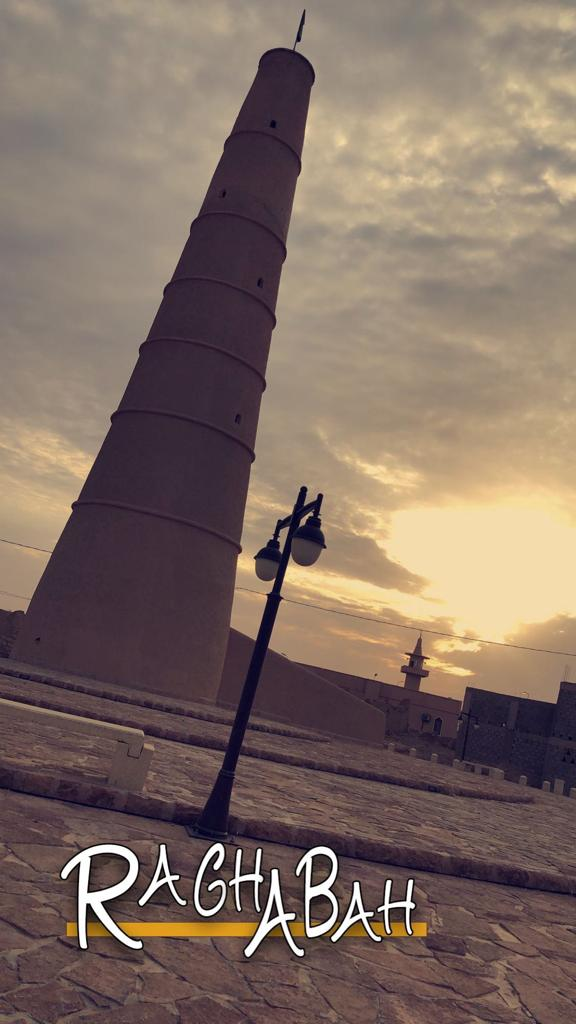

لم يكن برج المَرقب بـبلدة رغبة، الذي يعد من الآثار المشهورة بنجد، مجرد مَعْلم أثري فقط، بل كانت طريقة بنائه والأسلوب المعماري المتبع في إنشائه ينمان عن ذوق معماري رفيع في ذلك الحين؛ إذ يعد صرحا معماريا يدل على نظرة ثاقبة برعت في تصور هذا الهيكل ليؤدي أكثر من وظيفة، وأن هذا البناء صنعته أيد ماهرة ذات خبرة عالية في تنفيذ ما تصورته في ذلك الزمن، ومما يثير دهشتك وإعجابك طريقة إنشائه؛ حيث بني بطريقة هندسية متكاملة متناسقة، تؤدي الغرض الذي أنشئ من أجله، في زمن لم تكن النظريات الهندسية شائعة مثل ما هي عليه الآن؛ من الحسابات المدروسة واتباع المدارس الإنشائية؛ فالهندسة المعمارية فن، وهذا الصرح دليل حي قوي على أن الهندسة حقا فن وذوق إذ ينم عن ذكاء لامع أدى إلى إبداعه؛ ففي وقتنا الحاضر لا يتم إنشاء أي مبنى إلا حسب نظريات هندسية وقوانين وحسابات دقيقة لكل جزء من أجزاء المبنى.
ومثل هذا البناء المرتفع والشاهق في زمنه، إذا ما نظرنا إليه نظرة فنية أو هندسية فإنه يتملكنا العجب؛ إذ كيف تم تصور ضغط الرياح على بناء بهذا الارتفاع؟! وكيف تم حساب تحمّل التربة التي ستحمل هذا الوزن على مساحة القاعدة مثلا؟! ومما يثير إعجابك أكثر ما تراه من قياساته على الطبيعة؛ فتلاحظ أنها استوفت كامل الشروط الهندسية بشكل صحيح، مكنت البناء من المحافظة على كيانه وهيكله المعماري، ومع أنه تم ترميمه أكثر من مرة إلا أن هيكله هو الأساس، ودقة قياساته هي التي أسهمت في بقائه شامخا نحو قرن ونصف، متحديا العوامل البيئية والجغرافية؛ ليكون شاهدا على فترة حضارية ضمتها هذه المنطقة المتميزة في قلب الجزيرة العربية.
ومما تجدر الإشارة إليه: أن البرج يقع في الجهة الجنوبية الغربية من البلدة، وأن أهل البلدة أنشؤوه بمساعدة رجل متخصص في البناء من أهل ثادق، يسمى: إبراهيم بن سلامة، وأنه استخدم في بنائه الحجر والطين، وقد تمت عمليتان لترميم البرج؛ الأولى: سنة 1394هـ على نفقة صاحب السمو الملكي الأمير سلمان بن عبد العزيز أمير منطقةِ الرياض آنذاك، أما الثانية: فكانت في 25/5/1417هـ على نفقة رجل الأعمال عبد الرحمن بن علي الجريسي.
طريقة بناء البرج:
في داخل البرج أسطوانات حجرية مرصوص بعضها فوق بعض، تشكل العمود الذي يرتكز عليه البرج؛ فيتسع عند القاعدة، ويتضاءل تدريجيا باتجاه القمة، وقد استخدم في بنائه الطين واللبن.
وللبرج درج حلزوني الشكل يدور حول العمود الحجري، وهو مفروش بالحجر الذي يربط بين عمود البرج وجدرانه الخارجية، ويتسع الدرج كذلك عند القاعدة، ويضيق باتجاه القمة.
أما عن الأسلوب الذي استخدم في عملية إنشاء هذا الصرح: فقد كان معلم البناء إبراهيم بن سلامة يساعده في كل يوم عاملان متطوعان من أهل البلدة.
فكان يرتفع أولا بالعمود الحجري الذي يرتكز عليه البرج، وكلما ارتفع بالعمود قليلا، وضع درجة من درجات البرج، ثم يبني الجدران الخارجية بمحاذاة الدرجة، وهكذا يرتفع في بنائه للبرج شيئا فشيئا، وكان مساعداه يناولانه ما يحتاجه من مؤونة البناء من جوانب البرج حتى بلغ ارتفاعه أكثر من ارتفاع الإنسان، وعند ذلك استخدما الدرج في رفع مواد البناء إلى أعلى.
وفي نهاية كل يوم يقوم المشَّاش (المليِّس) بتلييس الجزء المبني من البرج وصقله.
وكان ابن سلامة يستخدم الخيط والحجر المربوط به؛ للحفاظ على توازن استقامة العمود.
وقد تم تقسيم البرج إلى طبقات بينها فواصل من البلاطات الحجرية، وهو ما يسمى بـ (السَّاف) أو (الْمِدْمَاك)؛ وذلك لتزيد من قوته وصلابته ومنعته، وتختلف قياسات طبقات البرج على النحو الآتي مرتبة من الأسفل إلى الأعلى:
1- الجزء الأول يبلغ ارتفاعه 7.30م.
2- الجزء الثاني يبلغ ارتفاعه 2.80م.
3- الجزء الثالث يبلغ ارتفاعه 2.40م.
4- الجزء الرابع يبلغ ارتفاعه 2.80م.
5- الجزء الخامس يبلغ ارتفاعه 2.60م.
6- الجزء الأخير يبلغ ارتفاعه 2.40م. وهي ارتفاعات تقريبية.
البرج متسع في البداية، ويضيق تدريجيا فلا يصل أحد إلى قمته إلا بالصعود وهو منحرف على جنبه. وقياسات البرج هي:
قطر البرج من الأسفل (من الخارج) 4.70م.
محيط البرج من الأسفل (من الخارج) 15.00م.
قطر البرج من الأعلى (من الخارج) 1.55م.
قطر البرج من الأعلى (من الداخل) 0.85م.
محيط البرج من الأعلى (من الخارج) 4.85م.
القاعدة السفلية للبرج بطول 11.60م، وعرض 11.40م، وارتفاع 1.70م.
ارتفاع البرج كلّه مع القاعدة السفلية 22.00م من منسوب الأرض الطبيعية.
ارتفاع البرج دون القاعدة السفلية 20.30م.
قياسات المَدخل للبرج (الباب) بعرض 70سم، وارتفاع2.5م.
قياسات النوافذ (شنايش أو مزاغير) بعرض 15سم، وارتفاع 25سم، وعددها (11) نافذة، تستخدم في إضاءة البرج وتهويته، إضافة إلى المراقبة وإطلاق النار على الأعداء.
عدد درجات البرج دون القاعدةِ 60 درجة.
عدد الدرجات من الأرض الطبيعية حتى مدخل البرج على مستوى القاعدة 13 درجة، أي: مجموع درجات البرج من الأرض حتى آخر درجة: 73 درجة، تتراوح ارتفاعاتها وأطوالها حسب اتساع الدرج وضيقه وليست بارتفاع واحد.
وقد كان البرج يستخدم للمراقبة؛ إذ يختص شخص يسمى (الرقيب)؛ بصعود البرج لمراقبة القادمين إلى البلدة وإشعار أهلها؛ إذا كان هناك خطر أو غزو، كما كان يراقب الرعاة في الرياض التي حول البلدة، ولا يعلم أن أحدا من أهل رغبة فقد شيئا من إبله أو غنمه؛ إذ كان (الرقِيب) بالمرصاد لكل من يحاول السطو على شيء منها.

## جغرافية رغبة الطبيعية[1]

### أولا: الموقع
تقع رغبة في منطقة الرياض على بعد 120كم شمال غرب مدينة الرياض العاصمة، ويصلها بالرياض الطريق القادم من القصب فحريملاء. وتتوسط رغبة أرضا مكشوفة يتقاطع عندها خط البادية الذي يربط بين طريق سدير وطريق الحجاز القديم، مع طريق القصب القادم من القصب باتجاه حريملاء. وتتبع رغبة إداريا محافظةَ ثادق قاعدة المحمل التابعة لإمارة منطقة الرياض. أما موقعها الفلكي: فهو 7ق، 25د شمالا. و46ق، 45د شرقا.
يحيط ببلدة رغبة الكثير من المدن والقرى التي تشكل حدودها الجغرافيةَ؛ وذلك على النحو التالي:
• من الشمال: ثادق. • ومن الجنوب: العُوَيْنِد والبَرَّة.
• ومن الشرق: حُرَيْمِلاَء. • ومن الغرب: ثَرْمَدَاء والقَصَب.
أما الحدود الطبيعية لبلدة رغبة، فتتمثل في:
• جبل الغرابة في الشمال. • وجبل عريض في الجنوب.
• وسلسلة جبال طويق في الشرق • ونفود رغبةَ في الغرب والشمال.

### ثانياً: التضاريس
تتوسط رغبة منطقة حوضية منبسطة تقبع في حضن جبل طويق من الغرب الذي يشرف عليها بهامات جليلة هي حافاته المتكسرة، وهي علامات وشواخص بارزة وسط مظاهر الصحراءِ الرتيبة. وينحدر السطح بصفة عامة تجاه الغرب. ويمكن تقسيم مظاهر السطح إلى أربعة أقسام رئيسة هي:

#### 1 - المرتفعات
وتتمثل فيما يلي:
- جبل طويق في الشرق، ويحوي كثيرا من الخشوم التي تطل على بلدة رغبة، ومن أهمها: خشم الحصان أكبر أنوف طويق وأشهرها، ومنها خشم التراب، وخشم الحُصَيْن، وخشم الِإصبع، وخشم الْمَقْيُود.
- جبل الغرابة في الشمال الشرقي، وهو معلم بارز من معالم رغبة.
- جبل عُرَيْض في الجنوب، وفيه «غار بدها» الذي تحاك حوله القصص والروايات، وفيه عدد من الثنايا أهمها ثنيَّة عُرَيْض.

#### 2 - الكُثْبَان الرَّمْلِيَّة
وتتمثل في ‘‘نفود أو عريق رغبة ’’كما يسمه أهل البلدة، وهو كثيب رملي يحاذي البلدة من جهتها الغربية، وتقدر مساحته بـ 50كلم2 تقريبًا.

#### 3 - السهول
تَرجع نشأتها إلى تآكل وتراجع الحافة الغربية لجبل طويق ذات التكوينات الرسوبية الحديثة؛ وذلك بفعل تضافر قوى عواملِ التعرية المائية والهوائية الصحراوية، ويتجه السطح بصفة عامة نحو الغرب. فحيثما نشطت الرياح تعرت التربة من رمالها حتى الخشنة وتركت السطح حصويا، وحينما تضعف ترسب ما نقلته في عروق ونفود؛ كما أن السيول تجرف التربةَ وترسبها حيث تضعف مخلفة فيضات شكلت رياضا غنية منتشرة هناك.
وتقع حول رغبةَ رياضاً ومراتع مشهورة، من أهمها:
أم الشقوق، والروَيْض، والنِّسْوَان، والتُّحَيْضَة، والسِّبَاعة، وأُمُّ سِدْر، وآلُ كَثِير، والْبُرْدَان، والطُّرَيْف، وأُمُّ رَغَلٍ، والذَّعَالِيق، وغيرها من الرياض.

#### 4 - الأودية والشعاب
تتعدد مجاري السيولِ في رغبة كثيرا؛ نظرا إلى تعدد المرتفعات الجبلية المحيطة بها؛ إذْ ينحدر من الحافة الغربية لجبال طويق الكثير من الأودية التي حفرت فيها مجاريها العليا بقوة لتعبر المنطقةَ السهليةَ متجهة نحو الغرب، كما ينحدر من جبل عريض بعض الأودية نحو الشمال، ثم تتابع سيرها نحو الغرب، كذلك تهبط بعض الأودية من جبل الغرابة في الشمال، ومعظم هذه الأودية ينتهي عند سبخة القصب. ويمر برغبة وما حولها عدد من الأودية والكثير من الشعاب (أغلبها يأتي من الشرق)، وهذه الأودية لها أهمية عظيمة حيث تنشأ على مجاريها الدنيا روضات ومراع تتوق إليها الصحراء قبل أن تنتهِي المياه سريعا في الرمال، وأشهر هذه الأودية: وادي خشم الحصان، ووادي خشم التراب، ووادي الحصين، وشعيب المعترضة، والطَّرْفِيَّة، والسِّبَاعة، وغيرها كثير.
وبعض مجاري تلك الأودية تسلك سبيلها إلى البلدة، مثل السيلِ القادمِ من خشمِ الحصان حيث يتفرع عند مطوي السبخة (المداريج) إلى فرعين؛ أحدهما: يواصل طريقه إلى باطن السبخة، والآخر: يتجِه إلى البلدة ليصب في مريطِل، وعند اكتفاءِ النخيل من المياه يتجه السيل إلى وادي الْمَخْرِ، وينتهي في سبخة القصب. وقد تم تحويل مجرى هذا السيل حديثا إلى القاع بسبب طريق رغبة - البَرَّة.
وهناك مشروع السيول الذي أقامه أمير رغبةَ علي الجريسي على شعيب الطَّرْفية، والمعروف بِصُنْعِ الجَرَاسَى الذي حول شعيب الطرفية للجو ليلتقي مع سيل المُعْتَرِضَة الذي قام بتحويله أيضا ليلتقيا عند مداريجِ العُلاَ التي بناها على شكل قنوات (مقسِّمات) تعمل على توزيع الماء على مزارع الجو وتحول دون انجراف التربة.

### ثالثاً: مصادر المياه

#### أ - الأمطار
لا تزيد نسبة الأمطَار الْتي تهطل على رغبة سنويا عن (120م3)، وتسقطها أعاصير الرياح العكسية القادمة من البحر المتوسط في فصلي الشتاء والربيع، وهي مصدر المياه الجوفية السطحية، وتتميز بالتذبذب الكبير من سنة لأخرى في كميتها وموعد سقوطها، (فقد تكون كافية، وقد تكون شحيحة، كما أنه قد يتأخر موسم سقوطها، وقد تكون نادرة) وطبيعة الأمطار الصحراوية أنها أحيانا تسقط فجأة، وأحيانا تتوقف فجأة، وتكون شديدة المحلية، ولكنها إذا سقطت بغزارة في وقت قصير فقد تتسبب في ملءِ الأودية، وجرف التربة، وهدم المنازل، وإفساد الزرع، وطمر الآبار، وتخريب الطرق.

#### ب - المياه الجوفية
ومصدرها طبقتان من طبقات سطح الأرض ذاِت التكوينات الرسوبية التي تكونت في حقب حياة الأرض الوسطى والحديثة؛ إحداهما: عميقة، وهي طبقة الْمَنْجُور، والأخرى: سطحية غير عميقة:
أما طبقة المَنْجُور: فمياهها عميقة، وتتراوح عذوبتها بين حسنة ومقبولة، وقد حفر فيها عدد من الآبار الحديثة لاستغلال مياهها تتراوح أعماقها بين 700 -800م؛ مما يجعل تكاليف حفر الآبار خلالها باهظة.
وأما الطبقة السطحية: فهي مصدر معظم الماء الذي يستخرج في البلدة، ويلاحظ ازدياد نسبي في ملوحتها عند شح الأمطار.

#### ج - العيون
كان برغبة عيون قديمة؛ من أشهرها: عين خشم الحصان: وتنحدر هذه العين من القفاف التي حوله ومن ظهر منطقة التُّحَيْضة وما حولها، وهي عين تذهب إلى منطقة رغبة؛ فتبث هنالك الماء والنماء، ولكنها الآن قد درست وبادت، ولم يبق لها عين ولا أَثَر. وهناك عين القُوَيْرة البيضاء التي تقع جِوار جبل عُرَيْض، وهي تروي روضةَ آل كَثِير. وعين ثالثة تقع شمالي غرب الجرف الأبيض، ولها تناقيب في الأرض، ولها سقي يتجه شمالا، وقيل: إنها تسقي الأرض المسماة بالبُلَيْدة شمالي الفَيْضَة؛ حيث إنها أرض تَنخفض عن مستوى العين، وجميع هذه العيون لم يبق لها أَثر اليوم.

## جغرافية رغبة البشرية

### السكان
أدت رغبة منذ نشأتها حتى عهد قريب دورا بارزا في منطقة المحمل، ويسكن رغبة الكثير من الأسر العريقة والكريمة، وقد شكلوا بذلك مجتمعا مترابطا تسوده المحبة والألفة والأخوة العربية الإسلامية، وبعامل الحضارة الحديثة والمدنية أخذ بعض سكان هذه البلدة القابعة في أحضان الصحراء يهاجرون من بلدتهم وينتقلون منها إلى الرياض العاصمة، وإلى الأحساء والجبيل وغيرها من مدن المملكة؛ سعيا وراء تحسين مستوى المعيشة، وطلبا للعلم؛ لأن فرص التعليم والحصول على العمل تزداد في المدن حيث التمركز السكاني الكبير.
أسماء بعض الأسر التي سكنت بلدة رغبة مرتبة حسب الترتيب الهجائي:
| 1-آل أبو حِمِيد        | 2-آل بُطي     | 3-آل جبر    | 4-آل جديد     | 5-الجُدَيعيّ    | 6-الجُرَيسيّ          |
| 7-آل جَلعود           | 8-آل جُليّل    | 9-آل حسين   | 10- آل حمد    | 11- آل حمّاد  | 12- آل حُمَيِّد الطيًار |
| 13-الحَمِيدي (الحمادا) | 14- الحُمَيدي  | 15- آل خُرَيِّف | 16- آل خنيزان | 17- آل دُغَيشم | 18-آل راشد         |
| 19-آل رُبَيق           | 20-آل رَشيد   | 21- السُّبيعي | 22-آل سُحَيْم    | 23-آل سنان   | 24-آل سُوَيري        |
| 25-آل صُوينع          | 26-آل طَريف   | 27-آل عامر  | 28-آل عَجْلان   | 29-آل عُرَيني  | 30-آل عمّاش         |
| 31-آل عُمر            | 32-آل عُفَيصان | 33-آل فايز  | 34-آل فَراوي   | 35-آل فُلَيج   | 36-آل فَوزان        |
| 37-آل قاسم           | 38-آل قُطيّان  | 39-آل لذيذ  | 40-آل محمد    | 41-آل مدلول  | 42-آل مُزَيعل        |
| 43-المُزَيني           | 44-آل مُعْجِل   | 45-آل معمَّري | 46-آل مُغَيص    | 47-آل مفرِّج   | 48-آل منصور        |
| 49-آل مُهوَّس           | 50-آل موسى   | 51-آل نامي  | 52- آل هُوَيمِل  |              |                    |

### التمركز السكاني وعدد السكان
أقام السكان في رغبة قديما في حيين رئيسين هما: حي الحزم حي نبعة؛ حيث كانا المَقر الدائم لسكان البلدة، إضافة إلى مقر ثالث موسمي يقطنه أهل رغبة في مواسم الأمطار، وهو سحق رغبة، أو ما يسمى بـالبطين، وقد أحصي من يقطن هذا السَّحَق عام 1383هـ؛ فوجدوا 49 نسمة. أما هذه الأيام فقد خلا ذلك السَّحق من السكان.
وقد أدى عامل الهجرة إلى تقلص شديد في عدد السكان، ولعل أهم العوامل التي ساعدت على الهجرة هو السعي لتحسين الظروف المعيشية والتعليمية وقد كانت الهجرة في مجملها داخلية إلى مدن المملكة المختلفة، وعلى رأسها مدينة الرياض، وإن كانت هناك هجرة خارجية لبعض الأسر إلى الكويت إلا أنها محدودة. أما تعداد السكان - حسب النتائج الأولية للتعداد العام للسكان والمساكن عام 1431هـ - 2010م فقد بلغ 1671 نسمة فقط.

### أمراء بلدة رغبة
يمكن تقسيم أمراء بلدة رغبة حسب الحقبة الزمنية التي ضمتهم كما يلي:
أولا: عهد الدولة السعودية الأولى:
•	عليٌّ الجريسي، وهو أول أمراء البلدة؛ ذكره ابن بشر في حوادث عام 1171هـ، وابن غنام في «تاريخ نجد» في حوادث سنة 1171هـ، وكان معاصرا للإمام محمد بن سعود، والشيخ محمد بن عبد الوهاب، والإمام عبد العزيز بن محمد بن سعود.
•	خالد بن علي الجريسي، وقد تولى الإمارة بعد والده، واستمر بها حتى سقوط الدرعية وانتهاء الدولة السعودية الأولى.
ثانيا: الفترة الزمنية من سقوط الدرعية حتى استرداد الملك عبد العزيز الرياض:
وقد تولى إمارة البلدة في تلك الفترة بعض الأمراء - حسب ما يرويه كبار السن - حيث ذكروا منهم:
•	فوزان بن حماد العريني السبيعي.
•	إبراهيم بن ناصر آل رُبَيْق الخالدي.
•	سعد بن علي بن حماد العريني.
ثالثا: عهد الملك عبد العزيز – رحمه الله، حتى اليوم:
•	عبد العزيز آل حمد العريني: معاصر الملك عبد العزيز.
•	عبد العزيز بن خريف: في ولايته الأولى.
•	ابن رويشد، عبد العزيز بن راشد الحقباني: دوسري من أهل الخرج.
•	عبد العزيز بن خريّف: في ولايته الثانية.
•	عبد العزيز بن محمد بن عجلان الهذلي.
•	ناصر بن عبد العزيز آل ربيق الخالدي. وهو آخر من انتهت إليه إمارة رغبة» من أهلها، ثم صار الأمراء يعينون من قِبَل الدولة.

### أعلام من رغبة
أنجبت رغبة عددا من الأعلام ممن كان لهم دور وأثر في التاريخ، أو تسلموا مناصب عليا، ومن أبرز أولئك الأعلام:
1 - الشيخ عليّ الجُرَيسي، سبق الحديث عنه.
2 - الأمير خالدُ بن عليّ الجُرَيسِي، تولى إمارة رغبة بعد والده، وكان معاصرا للإمام عبد الله بن سعود، اشْتهر بالشجاعة والإقدام.
3 - عبد الله بن علي بن خُنَيزان، أحد الرواد الثلاثة والستين الذين شاركوا في اقتحام حصن المصمك، مع المَلك عبد العزيز في أثناء استرداد الرياض.
4 - عبد العزيز بن إبراهيم آل عجلان، وكيل وزارة العمل والشؤون الاجتماعية (سابقا).
5 - عبد الرحمن بن عليّ بن عبد الرحمـن الجريسي، رئيس الغرفة التجارية الصناعية بالرياض؛ والذي أنشأ «مؤسسة بيت الرياض»، ورئيس مجلس إدارة «شركة مجموعة الجريسي»، والتي تضم عددا من الشركات والمَصانع، كما تولّى رئاسة مجلس إِدارة الغرفة التجارية الصناعية بالرياض لأربع فترات متتالية، من عام 1993م إلى عام 2004م.وهو اليوم يتبوأ مناصب مهمة أخرى، كما حاز على وسام المَلك عبد العزيز من الدرجة الأولى بتاريخ 17/7/1420هـ الموافق 26/10/1999م. وهو حائز على أوسمة ومِنَح وشهادات وميداليات شرف من جامعات وهيئات ومنظمات عربية وعالمية كثيرة لا يتسع المجال لذكرها.

### النشاط الاقتصادي في رغبة

#### الزراعة
لقد كانت الزراعة في رغبة في الماضي محدودة جدا مقارنة بما هي عليه الآن؛ حيث انتشرت المزارع، واتسعت مساحاتها، وتنوعت محصولاتها عما كانت عليه من قبل. كما ظهرت المَزارع المتخصصة في تربية الدجاج اللاحم، ومن ذلك سبعة مشروعات يصل مجموع طاقتها الإجمالية: (3.610.358) طيرا في السنة حسب ما أفاده فرع وزارة الزراعة بثادق.
ويمكنُ تقسيمُ المحصولاتِ الزِّرَاعيَّةِ إلى قِسْمَيْنِ:
أ - محصولاتٌ دائمة:
تنتشر زراعة النخيل في بلدة رغبة منذ القدم، وكانت تسمى: «البُصَيْرَة»؛ تشبيها لها بالبصرة في العراق؛ لكثرة نخيلها.
كذلك يعد البرسيم من أهم المحصولات الدائمة التي تزرع في المنطقة، إلى جانب المحصولات الأخرى؛ مثل: العنب، والتين، والرمان، والليمون، والبرتقال، إلا أنها تزرع بكميات قليلة.
ب - محصولاتٌ موسمية:
تشتهر «رغبة» بزراعة القمح (البُرِّ) منذ القدم، أما الشعير: فيزرع بكميات محدودة، ويعود التراجع في إِنتاجه - مع ازدياد الطلب عليه - إلى وجود الشعير المستورد الذي ينخفض سعره عن المنتج محليا.
كذلك تنتج الخضروات، ومن أهمها الطماطم، والخيار، والباذنجان، والكوسى، وغيرها من الخضروات. وتجدر الإِشارة هنا إلى أن الزراعة في المنطقة تعتمد اعتمادا كليا على المياه الجوفية؛ إِذ يتراوح عمق المياه الجوفية بين 30 - 60م، مع وجود ست آبار يتراوح عمقها بين 700 - 800م، مما يجعلُ العملية الزراعية أكثرَ كلفة من نظيراتها التي تروى بمياه الأنهار والأمطار .

#### الرعي والمراعي
يحيط ببلدة رغبة الكثير من الروضات، التي يستغلها سكان البلدة في الرعي، ومن تلك المراعي: روضة أم الشقوق، وروضة آل كثير، وروضة البردان، والروضات القريبة من طريف الحبل، وسحق رغبة، والمراعي القريبة من خشم المقيود، ومراعي نفود رغبة، وفيضة التحيضة، وفيضة رغبة، وشعيب خشم الحصان، وشعيب السباعة. وتقدر مساحة الأراضي الصالحة للرعي التابعة لبلدة «رَغْبَة» وفي حدود خدماتها أكثر من (300)كم 2 ؛ وذلك حسب إفادة فرع وزارة الزراعة بثادق.

#### التجارة
عرف أهل رغبة التجارة منذ القدم، وقد ساعد على ذلك موقعها الاستراتيجي على طريق القوافل، وكانت التجارة آنذاك لا تتجاوز عمليات البيع والشراء والمقايضة.
أما اليوم: فإن بعضا من أهل البلدة يستثمر في المشروعات الزراعية الحديثة، وكثير منهم غادر البلدة إلى مدن المملكة المختلفة، وكان لهم دور بارز في الحركة التجارية والصناعية بالمملكة.

### النشاط الثقافي في رغبة

#### التعليم في رغبة
مر التعليم في رغبة بمرحلتين:
المرحلة الأولى:
مرحلة الكتاتيب التي يتعلم فيها الصبيان القرآن الكريم والقراءة والكتابة، إضافة إلى علوم الحساب؛ مما يؤهلهم للترقي في طلب العلم والمعرفة. وقد كان مقر هذه الكتاتيب في المساجد، أو في غرف ملحقة بالمساجد، أو في المنازل، ويتم تمويلها من قبل الأهالي وأولياء أمور الطلبة الذين يسهمون قدر استطاعتهم في تحمل نفقات هذه المدارس. ويقوم بالتدريس فيها عادة إمام المسجد أو المؤذن أو غيرهما، ويشترط أن يكون على علم وحفظ لكتاب الله عزَّ وجلَّ.
ومن أشهر الكتاتيب في رغبة :
كُتَّاب الشيخ حمد المُزَيني.
كُتَّابُ الشيخ الرّاجحيّ.
كُتَّاب الشيخ إبراهيم الحَمِيدِي.
كُتَّاب الشيخ حمد بن عبد العزيز بن عمر.
كُتَّاب الشيخ عبد الرحمن بن عبد العزيز بن رشيد.
كُتَّاب الشيخ يوسف بن سعد بن عجلان.
كُتَّاب الشيخ دُهَيْش بن سعد المُزَيْني.
كُتَّاب الشيخ عبد الله بن فهد العجلان.
كُتَّاب الشيخ محمد بن عبد الله بن عمّار.
كُتَّاب الشيخ إبراهيم بن ناصر بن مُزَيْعِل.
كُتَّاب الشيخ حسن بن مهوَّس (مؤذن الجامع القديم).
وهذه جميعها للصبيان. وهناك كتاتيب أخرى خاصة بالفتيات يقوم عليها نساء فاضلات عارفات، ومن أشهر تلك الكتاتيب:
كُتَّاب هيا الْحَمِيدِيّ.
كُتَّاب سارة الخُرَيِّف.
المرحلة الثانية: وهي مرحلة التعليم الرسمي؛ فقد افتتحت أول مدرسة ابتدائية نظامية للبنين عام 1374هـ، تلاها بعد ذلك افتتاح مدرسة للمرحلة المتوسطة في عام 1395هـ؛ استجابة للخطاب الذي رفعه سعد بن محمد المعمَّرِي، باسم أهالي البلدة إلى الأمير خالد بن فهد بن خالد وكيل وزارة المعارف آنذاك. ثم في عام 1419هـ تم افتتاح مدرسة للمرحلة الثانوية.
كما افتتحت الرئاسة العامة لتعليم البنات أول مدرسة ابتدائية نظامية للبنات عام 1391هـ، ثم مدرسة للمرحلة المتوسطة في عام 1403هـ، ثم مدرسة للمرحلة الثانوية عام 1415هـ.
وكان أول مبنى حكومي لمدارس البنين أنشئ في حي الحزم عام 1374هـ، وضم المرحلتين الابتدائية والمتوسطة. وفي عام 1407هـ تم إنشاء مجمع لمدارس البنين في المخطط الحديث، شمل جميع مراحل التعليم الابتدائية والمتوسطة والثانوية. أما تعليم البنات: فكان أول بناء حكومي لها عام 1402هـ في المخطط الحديث، ويضم حاليا المراحل التعليمية الابتدائية والمتوسطة والثانوية.
وقد تمت في عام 1420هـ عمليات ترميم شملت مجمع مدارس البنين، ومجمع مدارس البنات، على نفقة رجل الأعمال عبد الرحمن بن علي الجريسي إسهاما منه في خدمة الصروح التعليمية في البلدة.
وفي سبيلِ محو الأمية تم افتتاح مركزين لتعليم الكبار من الرجال والنساء.

#### أهم المؤلفات التي أُلِّفَت عن بلدة رغبة
لقد قيلت في بلدة رغبة التاريخية أشعار كثيرة بعضها قديم وبعضها حديث، واجتهد الكُتَّاب للكتابة عنها في الكتب والمقالات، فهي بلدة أثرية تتبع لهيئة الآثار، ونذكر من الكتب التي ألّفت في بلدة رغبة التاريخية حديثاً، كتاب «رغبة» للدكتور خالد بن عبد الرحمن الجريسي، فقد وصفها الكاتب وصفا دقيقاً بتاريخها وحدودها والجبال المحيطة بها وتطورها عبر التاريخ إلى وقتنا الحالي.
وكتاب «دليلك إلى رغبة» للمؤلف نفسه.

### الحياة الشعرية في رغبة
اعتنى العرب بالشعر منذ القدم؛ فكانوا يحفظونه ويروونه جيلا بعد جيل؛ فهو ديوانهم الذي يسجل تاريخهم ومفاخرهم، ويعبر عن مكنونات أنفسهم، وقد حفلت رغبة بعدد من الشعراء الذين حفظوا بعضا من تاريخها، وعبروا عن مشاعرهم نحوها بلهجتهم العامية.
ومن أبرز شعراء رغبة:
- عبد الله بن سعد العجلان الملقب بــ «الْبَرَازِيّ».

- إبراهيم بن قاسم.

- عبد العزيز الفُلَيْج.

- سعود بن عبد العزيز الفليج.

- سعود بن عبد الله الفليج.

- يحيى الْحَمِيدِي.

- عبد الله بن يحيى الْحَمِيدِي.

- عبد الله بن محمد بن عبد الرحمن الجريسي.

- عبد الرحمن بن محمد بن سحيم

- راشد بن محمد الْهُوَيْمِل.

- عبد الله بن مَنْصُور المنصور.

- محمد بن سَعْد بن عبد الله العَجْلاَن.

- عجلان بن سعد العجلان.

- فهد بن عجلان.

- عبد الله بن فهد بن جلعود السَّهْلي.

- عبد الله بن محمد بن جعفر بن علي الجريسي الملقب بـ «عبيد».

- فهد بن عَجْلاَن الملقب بـ «عُقَيْف».

- فهد بن سعد بن عجلان الملقب بـ «الشُّبُوحِيّ»

.
ومن النساء الشاعرات:
- فضة العجلان الملقبة بـ «الْبَرَازِيَّة».

- هيا الْحَمِيدِيّ.

- هيا السُّحَيْم.